# الیزابت برینگتون
الیزابت برینگتون (به انگلیسی: Elizabeth Berrington) (زاده ۳ اوت ۱۹۷۰) بازیگر انگلیسی است.
از فیلم‌های معروف او می‌توان به بازی در در بروژ و سَـندیتون اشاره کرد.